# Bắn cung tại Thế vận hội Mùa hè 2016 - Đồng đội nam
Bắn cung đồng đội nam là một trong 4 nội dung bắn cung tại Thế vận hội Mùa hè 2016.

## Thể thức thi đấu
Cũng như các nội dung khác, đồng đội nam cũng là nội dung bắn cung recurve, theo luật và khoảng cách 70 mét được World Archery phê chuẩn. 12 đội gồm 3 cung thủ tham dự. Nội dung bắt đầu với vòng xếp hạng, mỗi cung thủ sẽ bắn 72 lượt bắn (sử dụng cùng thành tích của nội dung cá nhân). Tổng điểm từ vòng xếp hạng sẽ được sử dụng để xếp hạng hạt giống tại vòng loại trực tiếp, với 4 đội đứng đầu sẽ được vào thẳng vòng hai (tứ kết). Mỗi trận đấu sẽ có 4 set với 6 lượt bắn, hai cho mỗi cung thủ. Đội có điểm cao nhất của mỗi set – tổng 6 lượt bắn – sẽ nhận được hai điểm; nếu hòa thì mỗi đội nhận một điểm. Đội nào giành được năm điểm trước sẽ thắng.

## Lịch thi đấu
Tất cả thời gian tính theo Giờ Brasília (UTC−3).
| Ngày   | Thời gian                  | Bắt đầu | Kết thúc | Nội dung     | Giai đoạn                  |
| ------ | -------------------------- | ------- | -------- | ------------ | -------------------------- |
| Ngày 1 | Thứ Bảy 6 tháng 8 năm 2016 | 9:00    | 17:45    | Đồng đội nam | Vòng loại/tranh huy chương |

## Kỷ lục
Trước khi diễn ra, đã tồn tại kỷ lục Olympic và thế giới sau. Kỷ lục vòng xếp hạng được phá tại kỳ năm 2012 bởi đội tuyển Hàn Quốc.
- Vòng xếp hạng 216 lượt bắn

| Kỷ lục thế giới | Hàn Quốc · Im Dong-hyun, Kim Bub-min, Oh Jin-hyek | 2087 | Luân Đôn, Anh Quốc | 27 tháng 7 năm 2012 |
| Kỷ lục Olympic  | Hàn Quốc · Im Dong-hyun, Kim Bub-min, Oh Jin-hyek | 2087 | Luân Đôn, Anh Quốc | 27 tháng 7 năm 2012 |

## Kết quả
Nguồn:

### Vòng xếp hạng
| Hạng | Quốc gia          | Cung thủ                                                          | Tỷ số | 10s | Xs |
| ---- | ----------------- | ----------------------------------------------------------------- | ----- | --- | -- |
| 1    | Hàn Quốc          | Kim Woo-jin Ku Bon-chan Lee Seung-yun                             | 2057  | 73  | 50 |
| 2    | Hoa Kỳ            | Brady Ellison Zach Garrett Jake Kaminski                          | 2024  | 68  | 44 |
| 3    | Ý                 | Marco Galiazzo Mauro Nespoli David Pasqualucci                    | 2007  | 71  | 23 |
| 4    | Úc                | Alec Potts Ryan Tyack Taylor Worth                                | 2005  | 64  | 41 |
| 5    | Pháp              | Lucas Daniel Pierre Plihon Jean-Charles Valladont                 | 2003  | 61  | 23 |
| 6    | Trung Quốc        | Cố Tuyết Tùng Vương Đại Bằng Hình Vũ                              | 1997  | 62  | 30 |
| 7    | Đài Bắc Trung Hoa | Cao Hạo Văn Ngụy Quân Hành Dư Quán Lân                            | 1995  | 53  | 32 |
| 8    | Tây Ban Nha       | Miguel Alvariño Antonio Fernández Juan Ignacio Rodríguez          | 1986  | 59  | 39 |
| 9    | Hà Lan            | Sjef van den Berg Mitch Dielemans Rick van der Ven                | 1981  | 67  | 23 |
| 10   | Indonesia         | Riau Ega Agatha Hendra Purnama Muhammad Wijaya                    | 1962  | 48  | 23 |
| 11   | Brasil            | Marcus Vinicius D'Almeida Bernardo Oliveira Daniel Rezende Xavier | 1948  | 44  | 23 |
| 12   | Malaysia          | Haziq Kamaruddin Khairul Anuar Mohamad Muhammad Akmal Nor Hasrin  | 1945  | 43  | 32 |

### Sơ đồ thi đấu
|  | Vòng sơ loại 1/8 | Vòng sơ loại 1/8        | Vòng sơ loại 1/8 | Vòng sơ loại 1/8 | Vòng sơ loại 1/8 | Vòng sơ loại 1/8 | Vòng sơ loại 1/8 | Vòng sơ loại 1/8 |  |  | Tứ kết | Tứ kết           | Tứ kết | Tứ kết       | Tứ kết | Tứ kết | Tứ kết | Tứ kết |  |  | Bán kết | Bán kết          | Bán kết | Bán kết      | Bán kết | Bán kết | Bán kết | Bán kết |  |  | Tranh huy chương vàng | Tranh huy chương vàng | Tranh huy chương vàng | Tranh huy chương vàng | Tranh huy chương vàng | Tranh huy chương vàng | Tranh huy chương vàng | Tranh huy chương vàng |  |
|  |                  |                         |                  |                  |                  |                  |                  |                  |  |  |        |                  |        |              |        |        |        |        |  |  |         |                  |         |              |         |         |         |         |  |  |                       |                       |                       |                       |                       |                       |                       |                       |  |
|  |                  |                         |                  |                  |                  |                  |                  |                  |  |  | 1      | Hàn Quốc (KOR)   | 6      | 55           | 59     | 57     |        |        |  |  |         |                  |         |              |         |         |         |         |  |  |                       |                       |                       |                       |                       |                       |                       |                       |  |
|  | 9                | Hà Lan (NED)            | 5                | 57               | 57               | 52               |                  |                  |  |  | 9      | Hà Lan (NED)     | 0      | 52           | 54     | 54     |        |        |  |  |         |                  |         |              |         |         |         |         |  |  |                       |                       |                       |                       |                       |                       |                       |                       |  |
|  | 8                | Tây Ban Nha (ESP)       | 1                | 54               | 52               | 52               |                  |                  |  |  |        |                  |        |              |        |        |        |        |  |  | 1       | Hàn Quốc (KOR)   | 6       | 59           | 59      | 56      |         |         |  |  |                       |                       |                       |                       |                       |                       |                       |                       |  |
|  | 5                | Pháp (FRA)              | 6                | 53               | 55               | 55               | 57               |                  |  |  |        |                  | 4      | Úc (AUS)     | 0      | 57     | 58     | 54     |  |  |         |                  |         |              |         |         |         |         |  |  |                       |                       |                       |                       |                       |                       |                       |                       |  |
|  | 12               | Malaysia (MAS)          | 2                | 55               | 53               | 53               | 53               |                  |  |  | 5      | Pháp (FRA)       | 3      | 57           | 54     | 52     | 50     |        |  |  |         |                  |         |              |         |         |         |         |  |  |                       |                       |                       |                       |                       |                       |                       |                       |  |
|  |                  |                         |                  |                  |                  |                  |                  |                  |  |  | 4      | Úc (AUS)         | 5      | 52           | 54     | 56     | 54     |        |  |  |         |                  |         |              |         |         |         |         |  |  |                       |                       |                       |                       |                       |                       |                       |                       |  |
|  |                  |                         |                  |                  |                  |                  |                  |                  |  |  |        |                  |        |              |        |        |        |        |  |  | 1       | Hàn Quốc (KOR)   | 6       | 60           | 58      | 59      |         |         |  |  |                       |                       |                       |                       |                       |                       |                       |                       |  |
|  |                  |                         |                  |                  |                  |                  |                  |                  |  |  |        |                  |        |              |        |        |        |        |  |  |         |                  | 2       | Hoa Kỳ (USA) | 0       | 57      | 57      | 56      |  |  |                       |                       |                       |                       |                       |                       |                       |                       |  |
|  |                  |                         |                  |                  |                  |                  |                  |                  |  |  | 3      | Ý (ITA)          | 0      | 51           | 48     | 53     |        |        |  |  |         |                  |         |              |         |         |         |         |  |  |                       |                       |                       |                       |                       |                       |                       |                       |  |
|  | 11               | Brasil (BRA)            | 2                | 51               | 53               | 56               | 53               |                  |  |  | 6      | Trung Quốc (CHN) | 6      | 55           | 56     | 56     |        |        |  |  |         |                  |         |              |         |         |         |         |  |  |                       |                       |                       |                       |                       |                       |                       |                       |  |
|  | 6                | Trung Quốc (CHN)        | 6                | 54               | 57               | 53               | 58               |                  |  |  |        |                  |        |              |        |        |        |        |  |  | 6       | Trung Quốc (CHN) | 0       | 53           | 56      | 53      |         |         |  |  | Hạng ba               | Hạng ba               | Hạng ba               | Hạng ba               | Hạng ba               | Hạng ba               | Hạng ba               | Hạng ba               |  |
|  | 7                | Đài Bắc Trung Hoa (TPE) | 2                | 51               | 56               | 56               | 51               |                  |  |  |        |                  | 2      | Hoa Kỳ (USA) | 6      | 57     | 58     | 55     |  |  |         |                  |         |              |         |         |         |         |  |  |                       |                       |                       |                       |                       |                       |                       |                       |  |
|  | 10               | Indonesia (INA)         | 6                | 55               | 56               | 56               | 53               |                  |  |  | 10     | Indonesia (INA)  | 2      | 51           | 57     | 56     | 51     |        |  |  |         |                  |         |              |         |         |         |         |  |  | 4                     | Úc (AUS)              | 6                     | 56                    | 56                    | 54                    | 59                    |                       |  |
|  |                  |                         |                  |                  |                  |                  |                  |                  |  |  | 2      | Hoa Kỳ (USA)     | 6      | 57           | 54     | 57     | 56     |        |  |  | 6       | Trung Quốc (CHN) | 2       | 55           | 53      | 57      | 54      |         |  |  |                       |                       |                       |                       |                       |                       |                       |                       |  |

- Hình trong chữ nghiêng biểu thị điểm số đã đặt.

## Tham khỏa
1. ↑  Wells, Chris (ngày 2 tháng 8 năm 2016). “Beginners guide to archery at the Olympics”.
2. ↑  Rio2016.com Lưu trữ ngày 6 tháng 8 năm 2016 tại Wayback Machine
3. ↑  “Archived copy” (PDF). Bản gốc (PDF) lưu trữ ngày 7 tháng 8 năm 2016. Truy cập ngày 5 tháng 8 năm 2016.Quản lý CS1: bản lưu trữ là tiêu đề (liên kết)